# گریه کن
گریه کن نام یکی تصنیف‌های معروف اثر عارف قزوینی می‌باشد که به مناسبت درگذشت کلنل محمد تقی‌خان پسیان توسط عارف سروده و آهنگ آن ساخته شد. این تصنیف نخست توسط قمرالملوک وزیری اجرا شد بعدها خوانندگان زیادی این تصنیف را بازخوانی کردند که از میان آن‌ها می‌توان به غلام‌حسین بنان، علی اصغر شاه زیدی، عبدالوهاب شهیدی، شهرام ناظری و ایرج بسطامی اشاره کرد.

## متن تصنیف
| گریه کن که گر سیل خون گری ثمر ندارد ناله‌ای که ناید ز نای دل اثر ندارد هرکسی که نیست اهل دل، ز دل خبر ندارد دل ز دست غم مفر ندارد دیده غیر اشک تر ندارد این محرم و صفر ندارد گر زنیم چاک جیب جان چه باک مَرد و جز هلاک هیچ چارهٔ دگر ندارد زندگی دگر ثمر ندارد |

## اجرای این اثر
این تصنیف توسط خوانندگان بسیاری اجرا شده که معروف‌ترین آن اجراها به شرح زیر هستند:
- باصدای غلام‌حسین بنان (در برنامهٔ شماره ۲۵۰ از مجموعه گل‌های رنگارنگ)
- باصدای علی اصغر شاه زیدی (در ثقه الاسلام تبریزی (مجموعه تلویزیونی))
- باصدای عبدالوهاب شهیدی
- باصدای شهرام ناظری (در آلبوم امیرکبیر)
- باصدای ایرج بسطامی (در آلبوم موسم گل)
- با صدای بانو قمر الملوک وزیری